# 시마부쿠 가즈요시
시마부쿠 가즈요시(일본어: シマブク カズヨシ, 1999년 7월 29일~)는 일본의 축구 선수이다.

## 구단 경력
그는 2021년 J2리그의 알비렉스 니가타에 입단했다. 2022년 J2리그 우승으로 J1리그로 승격했다. 2023년까지 17경기에 출전하여, 1득점을 넣었다. 2024년 J2리그의 후지에다 MYFC로 이적했다.